# Maxïmo Park
Maxïmo Park est un groupe de rock britannique, originaire de Newcastle, en Angleterre. Il est formé en 2000 autour du chanteur Paul Smith. Comparés aux groupes Pulp et Franz Ferdinand, Maxïmo Park sont avec The Futureheads, la réponse du nord-est de l’Angleterre au post-punk revival des années 2000.

## Biographie

### Débuts (2003)
Les Maxïmo Park sont formés à Newcastle en 2000. Leur nom provient du Maximo Gomez Park situé à La Havane, à Cuba, lieu de rencontre des révolutionnaires cubains. À l’origine, les quatre membres fondateurs ne jouent qu’un petit nombre de concerts, avec Archis Tiku au chant, s’échangeant fréquemment les instruments. Sur le point de se séparer, le groupe décide de trouver quelqu’un qui pourrait donner une identité au groupe, que ce soit sur scène ou dans les paroles des chansons. Le chanteur, Paul Smith, est découvert dans un bar par la petite amie du moment du batteur, Tom English, en train de chanter Superstition de Stevie Wonder. Maintenant que le groupe a trouvé son leader, tout le monde se réunit pour écrire les premières chansons, et ce malgré le fait que Paul Smith ne s’était jamais imaginé en tant que leader d’un groupe et qu'il n’avait jamais chanté sur scène auparavant.

### A Certain Trigger(2004–2005)
Autour de mars 2004, un ami du groupe finance 300 exemplaires d’un single vinyle 7" nommé Graffiti et éditere plus tard un vinyle de chansons (The Coast Is Always Changing/The Night I Lost My Head) que le groupe a enregistré dans leur maison de Fenham. Après un certain temps passé à faire des concerts autour de leur ville natale, Steve Beckett du label de musique dance-electro Warp Records tombe sur un de leurs enregistrements et décide de faire signer Maxïmo Park.
En 2005, le groupe commence à avoir une certaine notoriété dans le monde du rock indépendant avec le premier album, A Certain Trigger, qui est produit par Paul Epworth (Babyshambles, Bloc Party) et qui est désigné par certaines critiques comme l’une de meilleures sorties d’albums de l’année. Cet engouement participe largement à l’accroissement du nombre de fans dans le Royaume-Uni. Le succès de l’album est renforcé par des tournées de plus en plus longues et la première partie des concerts des Kaiser Chiefs at NME Rock and Roll Riot Tour. En juillet 2005, leur premier album est nommé pour le Mercury Prize.

### Our Earthly Pleasures(2006–2007)
Le groupe joue au Glastonbury Festival et participe au 2005 Winter Wonderland show de la radio Xfm à la Brixton Academy où les billets sont vendus en 10 minutes. Ils jouent au festival Ibiza Rocks. Le groupe est aussi la tête d’affiche du NME Awards Tour au début de 2006et joue à Shanghaï en décembre 2006. Cette même année, ils enregistrent la chanson inédite Wasteland pour la compilation caritative Help-A day in the Life en faveur des enfants victimes de la guerre en Irak.
En aout 2006, le groupe annonce l’enregistrement de leur prochain album. Il est produit par Gil Norton et enregistré à Londres. Le 22 janvier 2007 annonce que leur second album, Our Earthly Pleasures, sortira le 2 avril 2007 et sera précédé du single Our Velocity le 19 mars 2007. Le 30 janvier 2007 sont annoncées les dates de leur tournée Our Earthly Pleasures Tour. Les billets de la plupart des concerts sont vendus en quelques minutes lors de leur mise en vente le 2 février.

### Quicken the Heart(2008–2010)

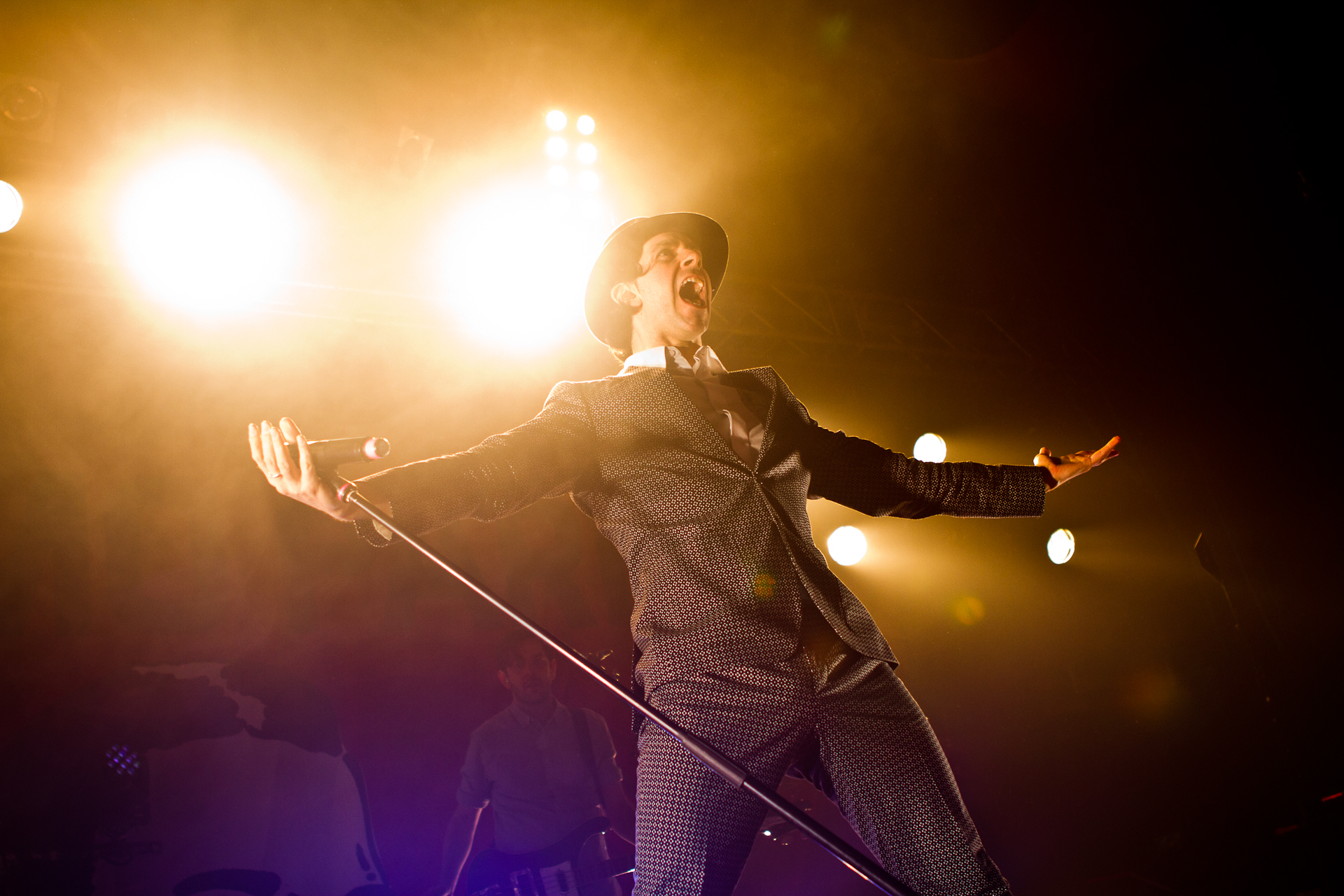
Paul Smith au Live Music Hall Cologne.

En octobre 2008, le groupe annonce un troisième album enregistré à Los Angeles avec le producteur Nick Launay. La liste des titres est annoncée le 11 mars 2009. Quicken the Heart est publié le 11 mars, et son premier single, The Kids Are Sick Again une semaine avant. Les billets pour la tournée de mai 2009 se vendent en un temps record. En 2010, ils jouent un morceau intitulé Banlieue qui finira sur leur prochain album, The National Health. Leur tournée 2011 inclus aussi Banlieue et le morceau Waves of Fear.

### The National Health(2011–2012)
Le 28 mars 2012, Maxïmo Park annonce le titre de son quatrième album, The National Health. Il est publié le 11 juin 2012. En septembre 2012, leur bassiste Archis Tiku est annoncé absent de leur tournée à suivre, et sera remplacé par Paul Rafferty de Hot Club de Paris.

### Too Much Information(2013–2015)
Le 15 novembre 2013, Maxïmo Park annonce la sortie d'un cinquième album. Intitulé Too Much Information, l'album est publié le 3 février 2014. De l'album, Smith explique que « nos paroles et notre musique ne seront jamais démodés - on est un groupe d'émotion. » L'album est enregistré et produit par le groupe avec Dave Okumu du groupe The Invisible pour le morceau Brain Cells. Le groupe voulait d'abord en faire un EP cinq titres à Sunderland, avec David et Peter Brewis, avant d'en faire un album studio qui inclut des morceaux bonus enregistrés à Newcastle.
Le groupe a également enregistré fin mars 2014 un concert « à domicile » à Rostock (en Allemagne) à la suite d'un concours où les participants devaient leur envoyer une vidéo (d'une minute maximum) pour expliquer pourquoi c'est leur domicile qui devrait être choisi ; ils ont reçu des milliers de vidéos de toute l'Europe. Des extraits de ce concert ainsi que sa préparation ont été diffusés dans l'émission Tracks de la chaîne télévisée Arte le 27 avril 2014.

### Risk to Exist(depuis 2016)
Le 20 janvier 2017, Maxïmo Park annonce leur sixième album Risk to Exist via leur site web, la nuit avant l'émission de Steve Lamacq sur la BBC 6 Music. Le groupe confirme sur Twitter le départ du bassiste Archis Tiku, qui n'a pas joué à la fin de leur tournée  Quicken the Heart. Il est remplacé en tournée par Paul Rafferty et deviendra finalement bassiste de session sur Risk to Exist.

## Membres

### Membres actuels
- Paul Smith - chant
- Duncan Lloyd - guitare
- Lukas Wooller - synthétiseur
- Tom English - batterie

### Ancien membre
- Archis Tiku - basse

## Discographie

### Albums studio
- 2005 - A Certain Trigger
- 2007 - Our Earthly Pleasures
- 2009 - Quicken the Heart
- 2012 - The National Health
- 2014 - Too Much Information
- 2016 - Risk to Exist
- 2019 - As Long As We Keep Moving
- 2021 - Nature Always Wins
- 2024 - Stream of Life

### Compilations
- 2005 - Missing Songs (inclus Faces B et démos)

## Vidéographie
- 2006 : Found on Film (vidéo-clips, live et documentaire)